# Songdalens kommun
Songdalens kommun (norska: Songdalen kommune) var en kommun i Vest-Agder fylke i södra Norge. Kommunens centralort var Nodeland. 

## Administrativ historik
Songdalens kommun bildades 1964 genom en sammanslagning av Greipstads kommun och ena halvan av Finslands kommun. Ett område med 39 invånare från Øvrebø kommun kom också att ingå i den nya kommunen. 1978 överfördes ett område med 10 invånare från Vennesla kommun. 1984 överfördes ett obebott område från Vennesla kommun.
Den 1 januari 2020 slogs kommunen samman med Søgne och Kristiansands kommuner.

## Tätorter
- Nodeland (centralort)
- Nodelandsheia
- Volleberg